# Badminton 1991
Höhepunkte des Badmintonjahres 1991 waren die Weltmeisterschaft und der Sudirman Cup. 
== World Badminton Grand Prix ==
| Veranstaltung       | Herreneinzel           | Dameneinzel              | Herrendoppel                         | Damendoppel                      | Mixed                                |
| ------------------- | ---------------------- | ------------------------ | ------------------------------------ | -------------------------------- | ------------------------------------ |
| Chinese Taipei Open | Hermawan Susanto       | Susi Susanti             | Razif Sidek Jalani Sidek             | Kimiko Jinnai Hisako Mori        | Thomas Lund Pernille Dupont          |
| Japan Open          | Ardy Wiranata          | Huang Hua                | Park Joo-bong Kim Moon-soo           | Gillian Clark Gillian Gowers     | Park Joo-bong Chung Myung-hee        |
| Korea Open          | Wu Wenkai              | Huang Hua                | Park Joo-bong Kim Moon-soo           | Chung So-young Hwang Hye-young   | Park Joo-bong Chung Myung-hee        |
| Swiss Open          | Pär-Gunnar Jönsson     | Elena Rybkina            | Pär-Gunnar Jönsson Stellan Österberg | Katrin Schmidt Kerstin Ubben     | Michael Keck Anne-Katrin Seid        |
| Swedish Open        | Ardy Wiranata          | Susi Susanti             | Cheah Soon Kit Soo Beng Kiang        | Gillian Clark Nettie Nielsen     | Thomas Lund Pernille Dupont          |
| All England         | Ardy Wiranata          | Susi Susanti             | Li Yongbo Tian Bingyi                | Chung So-young Hwang Hye-young   | Park Joo-bong Chung Myung-hee        |
| Finnish Open        | Liu Jun                | Tang Jiuhong             | Chen Kang Chen Hongyong              | Gillian Clark Nettie Nielsen     | Henrik Svarrer Maria Bengtsson       |
| Malaysia Open       | Rashid Sidek           | Sarwendah Kusumawardhani | Park Joo-bong Kim Moon-soo           | Hwang Hye-young Chung So-young   | Lee Sang-bok Chung So-young          |
| Indonesia Open      | Ardy Wiranata          | Susi Susanti             | Kim Moon-soo Park Joo-bong           | Chung Myung-hee Hwang Hye-young  | Thomas Lund Pernille Dupont          |
| Singapur Open       | Bambang Suprianto      | Huang Hua                | Park Joo-bong Kim Moon-soo           | Chung Myung-hee Chung So-young   | Thomas Lund Pernille Dupont          |
| Canadian Open       | Steve Butler           | Elena Rybkina            | Jalani Sidek Razif Sidek             | Gillian Gowers Sara Sankey       | Nick Ponting Gillian Gowers          |
| US Open             | Steve Butler           | Shim Eun-jung            | Jalani Sidek Razif Sidek             | Shim Eun-jung Kang Bok-seung     | Lee Sang-bok Shim Eun-jung           |
| Dutch Open          | Poul-Erik Høyer Larsen | Sarwendah Kusumawardhani | Eddy Hartono Rudy Gunawan            | Gillian Gowers Sara Sankey       | Henrik Svarrer Marlene Thomsen       |
| German Open         | Poul-Erik Høyer Larsen | Huang Hua                | Eddy Hartono Rudy Gunawan            | Christine Magnusson Lim Xiaoqing | Thomas Lund Pernille Dupont          |
| Denmark Open        | Hermawan Susanto       | Susi Susanti             | Zheng Yumin Huang Zhanzhong          | Nettie Nielsen Gillian Gowers    | Thomas Lund Pernille Dupont          |
| Thailand Open       | Alan Budikusuma        | Susi Susanti             | Eddy Hartono Rudy Gunawan            | Hwang Hye-young Gil Young-ah     | Lee Sang-bok Chung So-young          |
| China Open          | Alan Budikusuma        | Huang Hua                | Li Yongbo Tian Bingyi                | Chung Myung-hee Hwang Hye-young  | Liu Jianjun Wang Xiaoyuan            |
| Hong Kong Open      | Liu Jun                | Huang Hua                | Lee Sang-bok Shon Jin-hwan           | Hwang Hye-young Gil Young-ah     | Lee Sang-bok Shim Eun-jung           |
| Scottish Open       | Darren Hall            | Lim Xiaoqing             | Jon Holst-Christensen Thomas Lund    | Christine Magnusson Lim Xiaoqing | Jon Holst-Christensen Grete Mogensen |
| Grand Prix Finale   | Zhao Jianhua           | Susi Susanti             | Jalani Sidek Razif Sidek             | Hwang Hye-young Chung Myung-hee  | Thomas Lund Pernille Dupont          |

## Terminkalender
| Veranstaltung                              | Ort                  | Beginn             | Ende               |
| ------------------------------------------ | -------------------- | ------------------ | ------------------ |
| Westdeutsche Badmintonmeisterschaft 1991   | Mülheim an der Ruhr  | 12. Januar 1991    | 13. Januar 1991    |
| Deutsche Badmintonmeisterschaft 1991       | Duisburg             | 1. Februar 1991    | 3. Februar 1991    |
| Badminton bei den Canada Games 1991        | Prince Edward Island | 17. Februar 1991   | 2. März 1991       |
| Badminton-Asienmeisterschaft 1991          | Kuala Lumpur         | 20. Februar 1991   | 24. Februar 1991   |
| Polnische Badmintonmeisterschaft 1991      | Suwałki              | 22. Februar 1991   | 24. Februar 1991   |
| Englische Meisterschaft 1991               | Paignton             | 22. Februar 1991   | 24. Februar 1991   |
| Swedish Open 1991                          | Stockholm            | 7. März 1991       | 10. März 1991      |
| La Chaux-de-Fonds International 1991       | La Chaux-de-Fonds    | 9. März 1991       | 10. März 1991      |
| All England 1991                           | London               | 13. März 1991      | 17. März 1991      |
| German Juniors 1991                        | Bottrop              | 15. März 1991      | 17. März 1991      |
| French Open 1991                           | Paris                | 21. März 1991      | 24. März 1991      |
| Badminton-Junioreneuropameisterschaft 1991 | Budapest             | 31. März 1991      | 6. April 1991      |
| Slowakische Badmintonmeisterschaft 1991    | Žilina               | 13. April 1991     | 14. April 1991     |
| Sudirman Cup 1991                          | Kopenhagen           | 30. April 1991     | 5. Mai 1991        |
| Badminton-Weltmeisterschaft 1991           | Kopenhagen           | 2. Mai 1991        | 8. Mai 1991        |
| Plume d’Or 1991                            | Straßburg            | 15. Mai 1991       | 17. Mai 1991       |
| Kanadische Badmintonmeisterschaft 1991     | Sydney               | 17. Mai 1991       | 19. Mai 1991       |
| Strasbourg International 1991              | Straßburg            | 18. Mai 1991       | 19. Mai 1991       |
| EBU Circuit 1990/91 (Finale)               | Cottbus              | 14. Juni 1991      | 15. Juni 1991      |
| Malaysia Open 1991                         | Kuala Lumpur         | 3. Juli 1991       | 6. Juli 1991       |
| Indonesia Open 1991                        | Bandung              | 10. Juli 1991      | 14. Juli 1991      |
| Singapur Open 1991                         | Singapur             | 17. Juli 1991      | 21. Juli 1991      |
| Badminton World Cup 1991                   | Macau                | 7. August 1991     | 10. August 1991    |
| Cyprus International 1991                  | Nikosia              | 13. September 1991 | 15. September 1991 |
| German Open 1991                           | Düsseldorf           | 7. Oktober 1991    | 13. Oktober 1991   |
| Denmark Open 1991                          | Solrød               | 16. Oktober 1991   | 20. Oktober 1991   |
| USSR International 1991                    | Moskau               | 25. Oktober 1991   | 27. Oktober 1991   |
| Thailand Open 1991                         | Bangkok              | 30. Oktober 1991   | 3. November 1991   |
| China Open 1991                            | Foshan               | 6. November 1991   | 10. November 1991  |
| Bulgarian International 1991               | Pasardschik          | 14. November 1991  | 17. November 1991  |
| Badminton-Juniorenweltmeisterschaft 1991   | Jakarta              | 17. November 1991  | 24. November 1991  |
| Südostasienspiele 1991/Badminton           | Manila               | 24. November 1991  | 3. Dezember 1991   |
| World Badminton Grand Prix 1991 (Finale)   | Kuala Lumpur         | 11. Dezember 1991  | 15. Dezember 1991  |
| Asian Cup 1991                             | Jakarta              | 18. Dezember 1991  | 22. Dezember 1991  |